# Bahnhof Falkenstein (Vogtl)
Der Bahnhof Falkenstein (Vogtl) ist eine Betriebsstelle der Bahnstrecke Herlasgrün–Oelsnitz und der hier einmündenden Strecken Falkenstein–Muldenberg und Zwickau–Falkenstein in Falkenstein/Vogtl. in Sachsen.

## Geschichte und Entwicklung des Bahnhofs Falkenstein
Bei der Eröffnung der Bahnstrecke Herlasgrün–Oelsnitz der Voigtländischen Staatseisenbahn 1865 bestand in Falkenstein nur eine kleine Kreuzungsstation – ähnlich angelegt wie die Stationen Lengenfeld (später in Eich umbenannt) und Treuen – mit vier durchgehenden Gleisen, zwei Bahnsteigen und Güterschuppen. Das Empfangsgebäude war ein Typenbau und identisch zu denen Lengenfeld und Treuen. Auf einer Fläche von 467 m² wurden zwei zweieinhalbgeschossige Pavillons durch einen einstöckigen Zwischenbau verbunden. Wegen der eingerichteten Wasserstation besaß der Bahnhof bereits eine gewisse betriebliche Bedeutung.
Mit Eröffnung der Bahnstrecke Zwickau–Falkenstein durch die Zwickau-Lengenfeld-Falkensteiner Eisenbahn-Gesellschaft (ZLF) wurde Falkenstein 1875 zum Inselbahnhof, da die ZLF ihre Bahnhofsanlagen südlich (und damit auf der anderen Seite) des bestehenden Bahnhofs baute. Das Empfangsgebäude wurde gegen Gebühr von der Privatbahngesellschaft mitgenutzt. 
Anfang der 1880er Jahre wurden im Zusammenhang mit der Rückstufung des Abschnittes Herlasgrün–Falkenstein zur Nebenbahn in Falkenstein einige Gleisanlagen entfernt. Circa 10 Jahre später wurden um 1890 über 2 km Gleis und 12 Weichen neu eingebaut, da 1892 die Bahnstrecke Falkenstein–Muldenberg eröffnet wurde. In den 1890er Jahren wurde der Bahnhof weiter ausgebaut. Die Güterverkehrsanlagen wurden auf der südlichen Bahnhofsseite konzentriert und der dortige Güterschuppen der ZLF erweitert, der ursprüngliche Staatsbahngüterschuppen wurde abgerissen. Auch die seit 1871 bestehende Imprägnieranstalt mit eigenem Anschlussgleis, welche hölzerne Schwellen mit Zinkchloridlauge tränkte, um sie haltbarer zu machen, wurde um 1900 von der nördlichen auf die südliche Bahnhofsseite verlagert.

Bahnhof Falkenstein vor dem Bahnhofsumbau noch als Inselbahnhof, um 1905

Da das Verkehrsaufkommen weiter stieg – wurden 1899 noch rund 110.000 t Güter umgeschlagen, waren es 1913 bereits knapp 180.000 t, im selben Zeitraum steigerte sich die Zahl der abgefertigten Reisenden von rund 270.000 auf circa 445.000 – reichten die Erweiterungen recht bald nicht mehr aus, auch war das alte Empfangsgebäude mittlerweile zu klein geworden. Daher wurde 1905 ein vollständiger Bahnhofsumbau für circa 1,02 Millionen Mark genehmigt, die eigentlichen Bauarbeiten begannen 1908. Um die niveaugleiche Kreuzung mit der Dorfstädter Straße zu beseitigen, wurden die Gleise um 3 m angehoben und eine Brücke gebaut. Die Güterverkehrsanlagen wurden erneut erweitert und 1912 wurde das neugebaute Empfangsgebäude eingeweiht. Das von 1910 bis 1912 gebaute fünffach gegliederte Gebäude erstreckte sich über eine Fläche von 1040 m². 1913 waren die Umbauarbeiten abgeschlossen, zuletzt wurde der zweite Inselbahnsteig und der 55 m lange Personentunnel eröffnet.
Während des Ersten Weltkrieges wurde in Hinsicht auf den Bau des Abschnittes Theuma–Plauen (Vogtl)-Chrieschwitz der Bahnstrecke Lottengrün–Plauen der Bahnhof letztmals geringfügig ausgebaut.
Nach 1918 wurden nur noch wenig Umbauten durchgeführt, einzig einige Sozialgebäude entstanden nach 1949 noch. Auf dem Güterbahnhof errichtete die örtliche BHG ein Lagergebäude, auch die Bahnmeisterei Falkenstein, die von 1876 bis 1993 existierte, baute noch ein paar Schuppen.

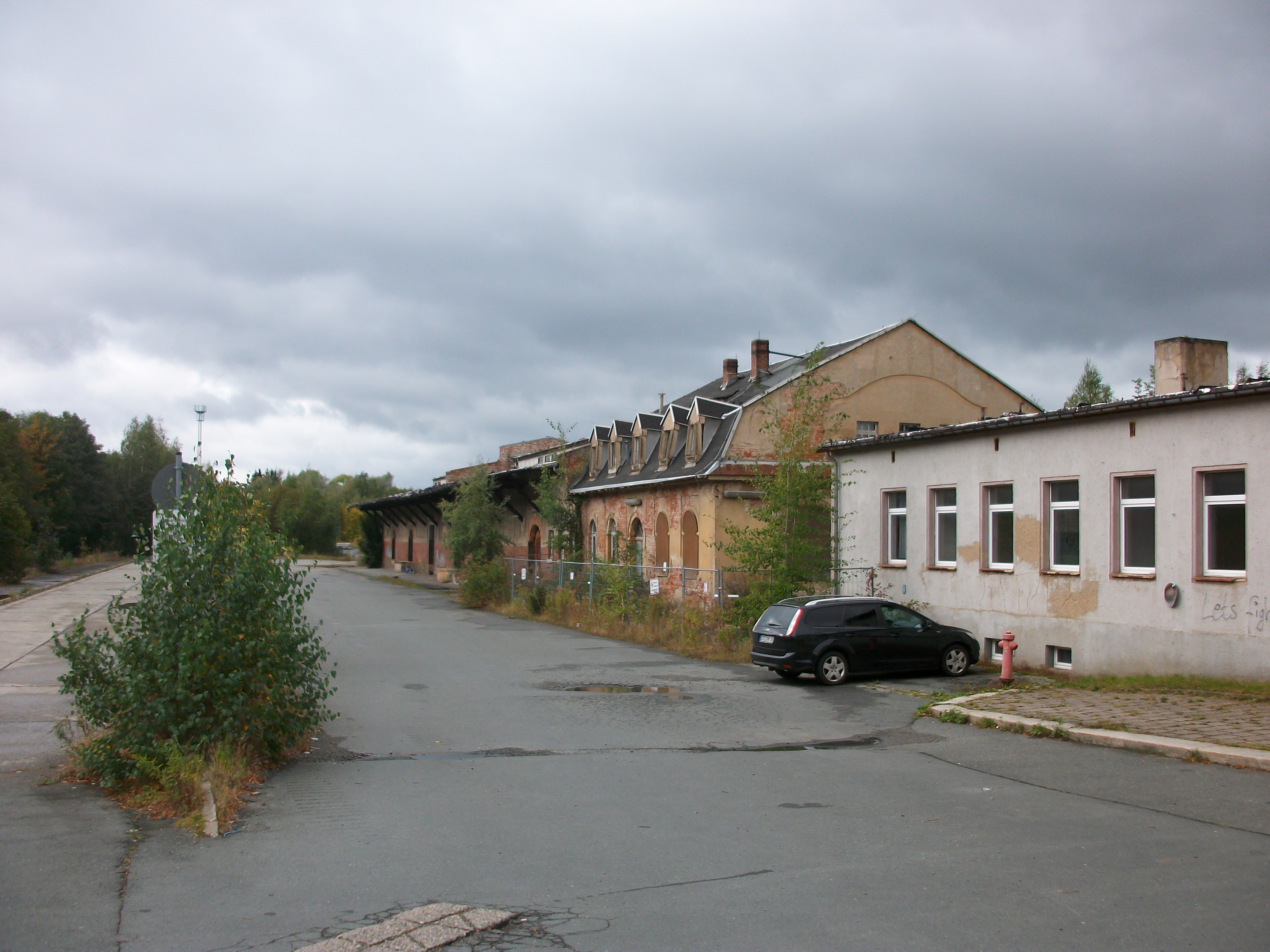
Bahnhof Falkenstein (Vogtl), Güterschuppen (2016)

Der Personenverkehr auf dem Abschnitt Falkenstein–Lottengrün weiter bis Plauen-Chrieschwitz (der Abschnitt Lottengrün–Oelsnitz war bereits 1951 stillgelegt worden) wurde 1970 eingestellt, Güterverkehr noch bis 1972 durchgeführt.
1988 entstand noch ein Containerterminal, mit den politischen und wirtschaftlichen Veränderung von 1989/90 brach aber der Güterverkehr zusammen. 1994/95 wurde der Güterverkehr ab Falkenstein eingestellt, zwar wurde Falkenstein noch bis 2001 im Güterverkehr bedient, zuletzt beschränkte sich das Verkehrsaufkommen auf wenige Wagen wöchentlich.
Ende der 1990er Jahre wurden die Gleisanlagen wesentlich reduziert. Der Bahnsteig 3/4 wurde geschlossen, die restlichen zwei Zugänge des Personentunnels mit Aufzügen ausgestattet. Heute sind im Bahnhof bloß noch drei durchgehende Gleise vorhanden, alle restlichen Gleise enden stumpf. Das denkmalgeschützte Empfangsgebäude steht heute größtenteils leer.
Der Güterschuppen wurde von Privateigentümern zu einer Oldtimer-Garage umgebaut, die angebaute noch baufälligere Expedition jedoch 2020 abgerissen.

## Chronik des Bahnbetriebswerks Falkenstein: Aufstieg, Niedergang und Abriss
Zunächst nur Wasserstation, erhielt Falkenstein erst 1875 mit der Eröffnung der Strecke von Zwickau durch die ZLF ein Heizhaus samt 10 m-Drehscheibe in Nähe des ersten Falkensteiner Empfangsgebäudes. Mit Eröffnung der Strecke nach Muldenberg reichten die bestehenden Anlagen, die nach der Verstaatlichung der ZLF von der Staatsbahn übernommen worden waren, nicht mehr aus. Da eine Erweiterung der zentral gelegenen Anlagen nicht möglich war, wurde nördlich der Gleisanlagen ein fünfständiger Ringlokschuppen samt 10 m-Drehscheibe errichtet. Da die Abstellmöglichkeiten aber vor 1900 nicht mehr ausreichten, wurde das Heizhaus in den 1910er Jahren bis auf zehn Gleise mit 12 Ständen ausgebaut. Dabei war der nach der Eröffnung der Bahnstrecke Lottengrün–Plauen zusätzlich benötigte Platz schon mit eingerechnet. Ab Oktober 1913 stand mit einer 17 m-Drehscheibe, einer für Drehscheiben ungewöhnlichen Länge, eine größere Drehscheibe zur Verfügung.
Da auch der Wasserbedarf anstieg, wurde 1926 die bisherige Wasserstation durch einen Wasserturm mit 100 m³ Fassungsvermögen ersetzt.
Mit dem Einsetzen des Uranerzbaus im Erzgebirge stiegen die Transportleistungen im Vogtland an, eine Folge daraus war die Gründung des Bw Falkenstein als selbstständige Dienststelle 1948 oder am 1. März 1949, hinzu kam eine Außenstelle in Klingenthal, wo neben Normalspurlokomotiven auch die Fahrzeuge der Schmalspurbahn Klingenthal–Sachsenberg-Georgenthal dem Bw Falkenstein unterstellt wurden.
Ende der 1960er Jahre wurden die ersten Aufgaben an andere Dienststellen abgegeben. Die Fahrzeugunterhaltung übernahmen fortan die Bws Zwickau und Reichenbach, nach dem Traktionswandel und der Verkehrseinstellung auf der Schmalspurbahn 1964 wurde die Lokeinsatzstelle Klingenthal aufgelöst.
1966 oder im Juli 1970 wurde das Bw Falkenstein als selbstständige Dienststelle aufgelöst und dem Bw Reichenbach unterstellt. Im selben Jahr wurde auch die Drehscheibe nochmals auf über 18 m vergrößert.
In den 1980er Jahren wurde schrittweise der Personalbestand reduziert, so wurde unter anderem auch die Werkstatt aufgelöst. In den 1990er Jahren wurde dann die Triebfahrzeugeinsatzstelle ganz aufgelöst. Am 22. Juni 1998 wurde das Dach des Lokschuppens durch einen Sturm abgedeckt, seitdem verfällt das leerstehende Gebäude. Die Gleise des ehemaligen Bw-Gelände werden heute nicht mehr genutzt, einzig die Vogtlandbahn betreibt noch eine Tankstelle an den verbliebenen zwei Abstellgleisen.
Die Ruine des Bahnbetriebswerks und der Wasserturm wurden 2015 abgerissen, um Platz für eine Straße zu schaffen.

## Einsatz und Entwicklung der Lokomotiven im Bahnbetriebswerk Falkenstein

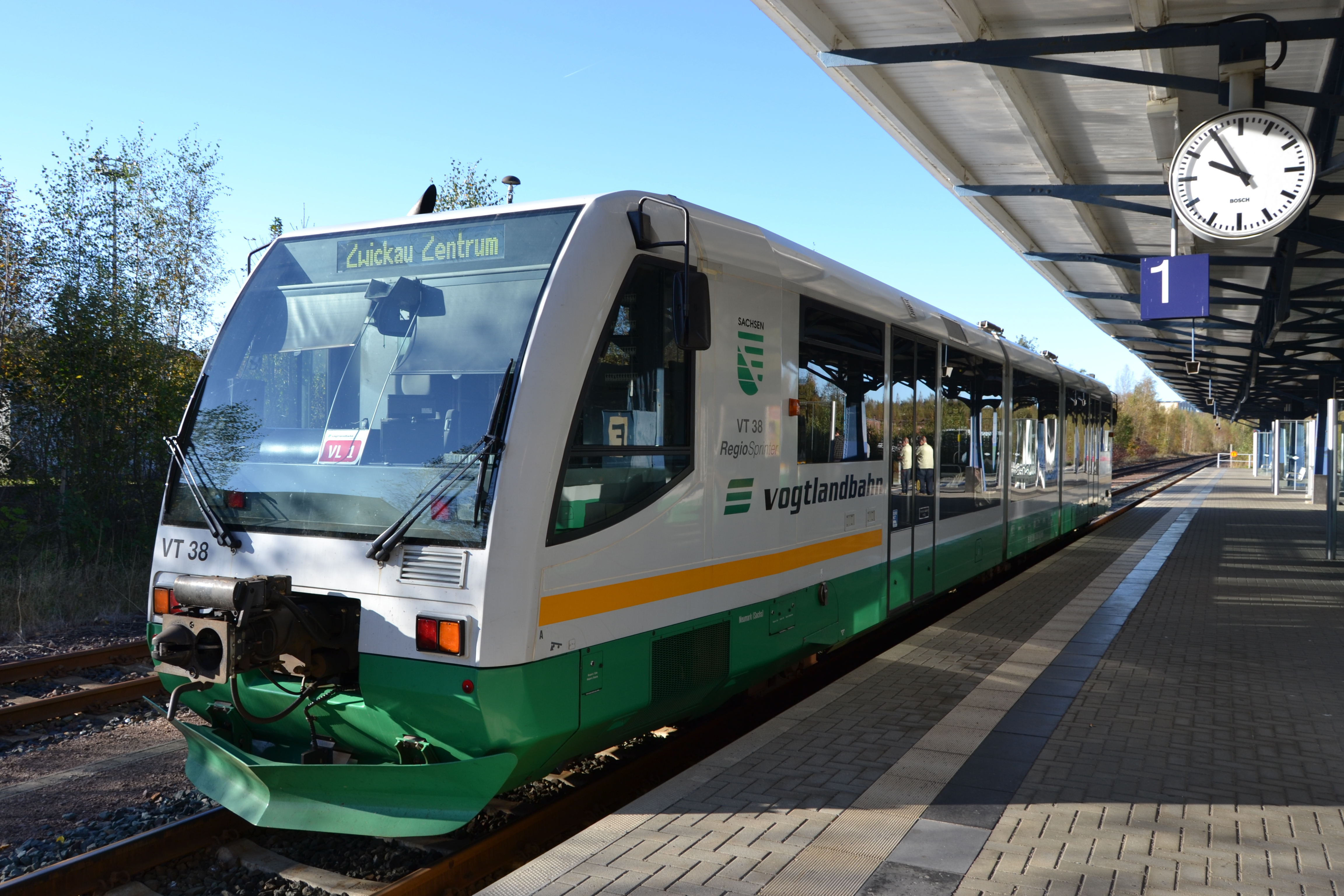
RegioSprinter der Vogtlandbahn im Bahnhof Falkenstein, 2014

Eingesetzt wurden anfangs ausschließlich Lokomotiven der Königlich Sächsischen Staatseisenbahnen bzw. die dazu baugleichen Fahrzeuge der ZLF.
Die zunächst vorhandenen Gattungen IIIb und VII wurde bis 1900 um die Gattung V T (Baureihe 89.2 bzw. 89.82) ergänzt.
Nach dem Ersten Weltkrieg wurden in Falkenstein die Baureihen 75.5 und 94.19–21 stationiert. Im Rangierdienst kam weiter die Baureihen 89.2 und 89.82 zum Einsatz. Einzelgänger blieben Fahrzeuge der Baureihe 38.2–3 und 58.10–21, da derartige Maschinen nicht auf der Drehscheibe gewendet werden konnten. Auch nach dem Zweiten Weltkrieg wurde der Lokomotivbestand von den Länderbahnbaureihen 75.5 und 94.19–21 geprägt, ergänzt um Einheitslokomotiven der Baureihe 86. Mit Lokomotiven der Baureihen 75.1-3, 84 und 91.19 kamen kurzzeitig weitere Einzelgänger nach Falkenstein, die aber recht bald wieder abgegeben wurden.
Die Ende der 1960er Jahre ausgemusterten Baureihe 75.5 wurden noch durch von anderen Einsatzstellen umgesetzte 86-er ersetzt, kurzzeitig gehörte auch die Baureihe 64 zum Bw Falkenstein. 1966 wurden mit den Triebwagen der Baureihe VT 2.09 erstmals Dieselfahrzeuge in Falkenstein stationiert, da sich die Triebwagen auf den steigungsreichen Strecken nicht bewährten, wurden sie noch in den 1970er Jahren wieder abgezogen. In der zweiten Hälfte der 1960er Jahre kamen die Diesellokomotiven der Baureihe V 60 und V 100 nach Falkenstein. Der Traktionswandel wurde bis 1971 – mit der Ausnahme einer Heizlok – abgeschlossen.